# 黑修女们
是2025年上映的韩国灵异惊悚片，该片是2015年韩国电影《黑祭司們》的衍生作品，由《解决士》《拳力逆转》的导演权赫宰执导，宋慧喬、全汝彬、李陣郁和文佑鎮主演，韩国與台灣于2025年1月24日同步上映。
《黑修女们》在韩国上映两周后突破160万损益平衡点，成为2025年上映的新片中第二部获得该成绩的韩国电影。

## 剧情概要
影片讲述了一群人为拯救被强大恶灵附身的少年，而投身于禁忌仪式的故事。

## 演员阵容
- 宋慧喬 饰演 尤妮娅修女(原名：姜成愛)，解放修女會的修女，以顽强的意志和无所顾忌的行动拯救少年的修女。[8]已患上子宮肌瘤，最終身亡
- 全汝彬 （童年：Yuna） 饰演 米卡埃拉修女(原名：李秀英)，在所有事情都混乱的情况下她决心帮助尤妮娅修女。[8]
- 李陣郁 饰演 保罗神父(原名：朴亨坤)，相信可以用医学手段治疗少年的精神医学科专家。[8]
- 文佑鎮 饰演 熙俊，被强大恶灵附身的少年。[8]
- 全秀智 飾演 熙俊母親。
- 吳萬錫 飾演 申教授，病房醫師。
- 韓東希 飾演 病房護理師。[11]
- 崔惟理 飾演 李秀英童年室友。
- 金國熙 饰演 孝媛菩薩，修女出身的巫婆，尤妮娅修女的好友。[12][13][14]
- 申宰辉 饰演 爱东，孝媛的弟子，帮助尤妮娅修女和米卡埃拉修女的残疾少年。[12][15]
- 朴正学 飾演 談言法師。[16]
- 朴智一 飾演 主教。
- Massimo Fierro 飾演 玫瑰十字會神父。
- Adriana Maria Duello 飾演 通譯修女。
- 許峻豪 饰演 安德烈神父(原名：許允哲)，尤妮娅修女的老师，为了拯救少年而进行驱魔仪式。（特别出演）[12][8]
- 姜棟元 饰演 阿加托神父(原名：崔俊浩)（特别出演）[17]
- 朴素談 飾演 李英信，被惡靈附身的少女(照片演出)。

## 制作

### 选角
2023年11月，媒体分别报道宋慧喬、全汝彬有望主演灵异新片《黑修女们》，该片被称为女版《黑祭司們》，亦是宋慧乔继2014年电影《噗通噗通我的人生》后时隔9年回归韩国大银幕；两人经纪公司均回应正在积极洽谈中。2024年2月，媒体报道李陣郁有望参演；2月16日，正式宣布宋慧喬、全汝彬、李陣郁、許峻豪、文佑鎮参演该片。

### 拍摄
主体拍摄于2024年2月22日正式开始，同年5月25日杀青。

### 损益平衡点
据媒体报道，该片损益平衡点约为160万观影人次。

## 发行
《黑修女们》于2025年1月24日在韩国上映。海外发行权售至160个国家和地区，其中马来西亚、台湾和蒙古与韩国同日上映，菲律宾于1月29日上映，澳大利亚、新西兰、泰国、老挝于2月6日上映，新加坡、马来西亚于2月13日上映，以及越南于2月21日上映。2025年3月4日上线韩国IPTV和VOD点播平台。

## 反响
韩国电影杂志《Cine21》共有5名专业影评人为该片打分，均分5.4/10。在韩国上映首日以16.37万观影人次的票房成绩夺得单日票房冠军并连续3日蝉联单日票房冠军，首周末以58.84万夺得周末票房冠军；累计观影人次于上映第6日突破100万。除韩国之外，《黑修女们》在印度尼西亚创下韩国电影在当地最高开画票房成绩并连续5日占据票房榜首，在菲律宾同样自上映后连续5日蝉联单日票房冠军。《黑修女们》累计观影人次于2月9日突破160万，成功突破损益平衡点，是2025年上映的电影中第二部获得该成绩的韩国电影。
| 上一届： 《哈尔滨》 | 2025年韓國週末票房冠軍 第4週 | 下一届： 《大畫特務2》 |

## 奖项荣誉
| 年份 | 颁奖礼             | 奖项           | 入围者 | 结果 | 参考   |
| ---- | ------------------ | -------------- | ------ | ---- | ------ |
| 2025 | 第61屆百想藝術大獎 | 最佳女主角     | 宋慧喬 | 提名 | [ 39 ] |
| 2025 | 第61屆百想藝術大獎 | 最佳女配角     | 全余贇 | 提名 | [ 39 ] |
| 2025 | 第61屆百想藝術大獎 | 最佳新人男演员 | 文佑鎮 | 提名 | [ 39 ] |
| 2025 | 第34屆釜日電影獎   | 最佳女配角     | 全余贇 | 待定 |        |
| 2025 | 第34屆釜日電影獎   | 最佳新人男演员 | 文佑鎮 | 待定 |        |